# Rolf Haugen
Rolf Haugen (Lillehammer, 1941. június 4. – 2024. augusztus 13.) norvég nemzetközi labdarúgó-játékvezető.

## Pályafutása

### Nemzeti kupamérkőzések
Vezetett Kupa-döntők száma: 1.

#### Norvég Kupa
| Időpont | Helyszín               | Mérkőzés típusa | Mérkőzés              | Eredmény | Nézők száma |
| ------- | ---------------------- | --------------- | --------------------- | -------- | ----------- |
| 1977.   | Ullevaal Stadion, Oslo | döntő           | Lillestrøm–Bodø/Glimt | 1 : 0    | 22 648      |

#### Nemzetközi játékvezetés
A Norvég labdarúgó-szövetség Játékvezető Bizottsága (JB) terjesztette fel nemzetközi játékvezetőnek, a Nemzetközi Labdarúgó-szövetség (FIFA) 1974-től tartotta nyilván bírói keretében. Több nemzetek közötti válogatott és klubmérkőzést vezetett, vagy működő társának partbíróként segített. A norvég nemzetközi játékvezetők rangsorában, a világbajnokság-Európa-bajnokság sorrendjében többedmagával a 18. helyet foglalja el 1 találkozó szolgálatával. Az aktív nemzetközi játékvezetéstől 1989-ben búcsúzott. Válogatott mérkőzéseinek száma: 9.

##### Európa-bajnokság
Az európai-labdarúgó torna döntőjéhez vezető úton Olaszországba a VI., az 1980-as labdarúgó-Európa-bajnokságra az UEFA JB játékvezetőként foglalkoztatta.
| Időpont           | Helyszín                      | Mérkőzés típusa           | Mérkőzés       | Eredmény | Nézők száma |
| ----------------- | ----------------------------- | ------------------------- | -------------- | -------- | ----------- |
| 1978. október 25. | Windsor Park Stadion, Belfast | előselejtező (1. csoport) | Írország–Dánia | 2 : 1    | 25 000      |

## Külső hivatkozások
- Rolf Haugen. World Referee. [2016. március 4-i dátummal az eredetiből archiválva]. (Hozzáférés: 2012. december 22.)
- Rolf Haugen. footballzz.com. (Hozzáférés: 2011. május 4.)
- Rolf Haugen. footballdatabase.eu. (Hozzáférés: 2011. május 4.)
- Rolf Haugen. scoreshelf.com. [2016. március 11-i dátummal az eredetiből archiválva]. (Hozzáférés: 2011. május 4.)
- Rolf Haugen. eu-football.info. (Hozzáférés: 2011. december 22.)

| Elődje: Odd Johannessen | Norvég kupadöntő 1977 | Utódja: Reidar Bjørnestad |